# Melecs
Melecs ist ein international tätiger österreichischer Elektronikdienstleister. Neben den österreichischen Standorten in Wien (R&D) und Siegendorf (Elektronikwerk) besitzt Melecs Werke in Győr/Ungarn, Wuxi/China, Querétaro/Mexiko und ein Vertriebs- und Entwicklungsbüro in Auburn Hills/USA. Das Unternehmen entwickelt und fertigt elektronische Komponenten für den Automobil-, Beleuchtungs-, Haushaltsgeräte- sowie Industriebereich.

## Geschichte
Die Wurzeln von Melecs liegen in der Siemens AG. Melecs basiert auf einem Management-Buy-out der drei Gesellschafter Friedrich Pressl, Ernst Mayrhofer und Bernhard Pulferer im Jahr 2009.
Zusätzlich zu dem im Jahr 2002 errichteten Werk Melecs EWS in Siegendorf, Österreich wurde 2011 die Niederlassung Melecs EWG im ungarischen Győr eröffnet. 2016 folgte die Eröffnung des Tochterunternehmens Melecs EWW in Wuxi, China. 2018 erfolgte mit der Neueröffnung eines eigenen Verkaufs- und Entwicklungsbüros in Auburn Hills/Michigan (USA) der Markteintritt in Nordamerika, zudem übernahm Melecs Ende 2018 ein Elektronikwerk in Mexiko. 
Das stärkste Wachstum seit Neugründung von Melecs ist im Automotive-Bereich zu verzeichnen, insbesondere bei Getriebesteuerungen für Allradfahrzeuge, wo große Marktanteile in Europa, den USA und Asien gewonnen werden konnten. Der technische Aufbau der Getriebesteuerung wurde im Jahr 2015 vom Bundesministerium für Verkehr, Innovation und Technologie und dem österreichischen Patentamt unter die Top 10 der innovativsten österreichischen Patente 2014 gewählt.